# جون كينارد (مساعد سائق)
جون كينارد (بالإنجليزية: John Kennard)‏ هو مساعد سائق ‏ نيوزيلندي، ولد في 11 فبراير 1959 في كرايستشرش في نيوزيلندا.